# Lapins en Australie

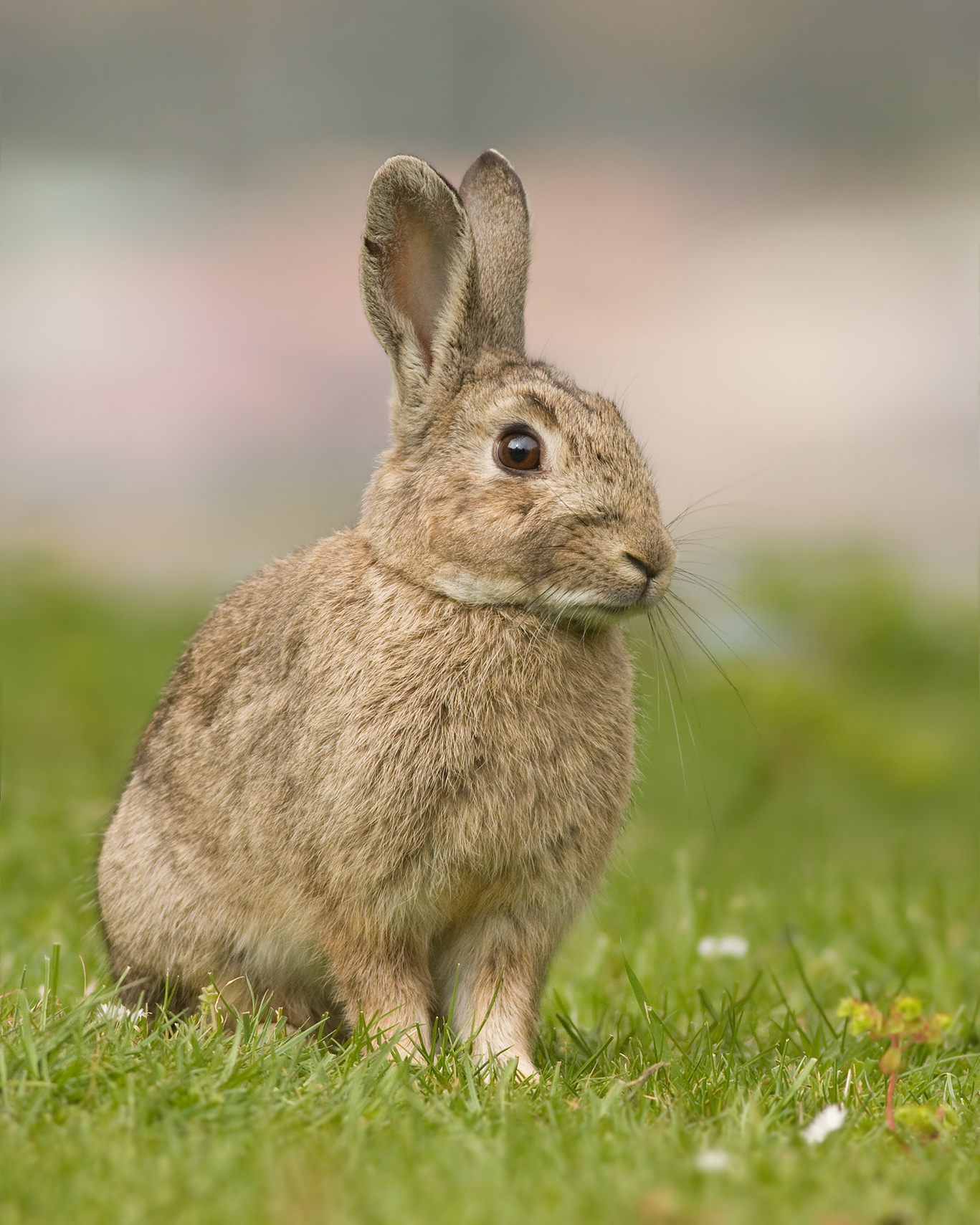
Un lapin européen en Tasmanie

Les lapins européens (Oryctolagus cuniculus) furent introduits en Australie au XVIIIe siècle et y ont proliféré, constituant un nuisible important pour les mammifères et une espèce envahissante en Australie, et causant des millions de dollars de dégâts aux cultures. Leur propagation peut avoir été renforcée par l’émergence de croisements résistants. 
Au XXe siècle, diverses méthodes ont été essayées pour contrôler la population de lapins australiens. Les méthodes conventionnelles telles que la chasse et la destruction des terriers, eurent un succès limité. En 1907, une clôture spéciale fut construite en Australie-Occidentale dans une tentative infructueuse de contenir les lapins. Le virus myxoma, qui cause la myxomatose, fut introduit dans la population de lapins dans les années 50 et réduisit considérablement la quantité de lapins mais les survivants se sont depuis adaptés et leur population s'est reconstituée. 

## Histoire
Les lapins sont introduits en Australie par la première flotte en 1788. Ils sont élevés, probablement en cages, pour la consommation alimentaire. Au cours des premières décennies, ils ne semblent pas avoir été nombreux, à en juger par leur absence dans les collections archéologiques de restes de nourriture de coloniaux. Cependant, en 1827 en Tasmanie, un article de journal indiquait : « … le nombre de lapins communs est devenu tel dans toute la colonie qu'ils se promènent par milliers dans certaines grandes propriétés. Nous comprenons qu'il n'y a pas de lapins dans la colonie aînée. » (c'est-à-dire la Nouvelle-Galles du Sud). Cela montre clairement qu'une explosion de la population de lapins était en cours localement en Tasmanie au début du XIXe siècle. Au même moment, en Nouvelle-Galles du Sud, Cunningham note : « … les lapins sont élevés autour des maisons, mais nous n'en avons pas encore de sauvages en enclos… » Il note également que les terrains sablonneux entre Sydney et Botany Bay seraient parfaits pour un élevage de lapins. Les enclos semblent être des terriers d’élevage étendues plutôt que des cages. Le premier enclos, du moins à Sydney, est celui construit par Alexander Macleay à Elizabeth Bay House, une « réserve entourée d'un important mur de pierre et bien pourvue en ce gibier ». Dans les années 1840, des exemples de vols de lapins dans les maisons des habitants apparaissent dans les archives judiciaires, la surveillance de lapins devient courante, et les lapins entrent dans le régime alimentaire. 
En 1857-1858, Alexander Buchanan, superviseur du domaine Anlaby de F. H. Dutton dans le nord de l'Australie-Méridionale, libère des lapins pour le loisir de chasse. Leur population demeure relativement stable jusque vers 1866 car elle aurait été contrôlée par des carnivores indigènes et était protégée par une loi du Parlement. Mais elle est devenue hors de contrôle en 1867. Leur explosion démographique fut attribuée à la disparition de prédateurs indigènes, mais s'explique aussi par l'émergence d'une race plus résistante par sélection naturelle. 

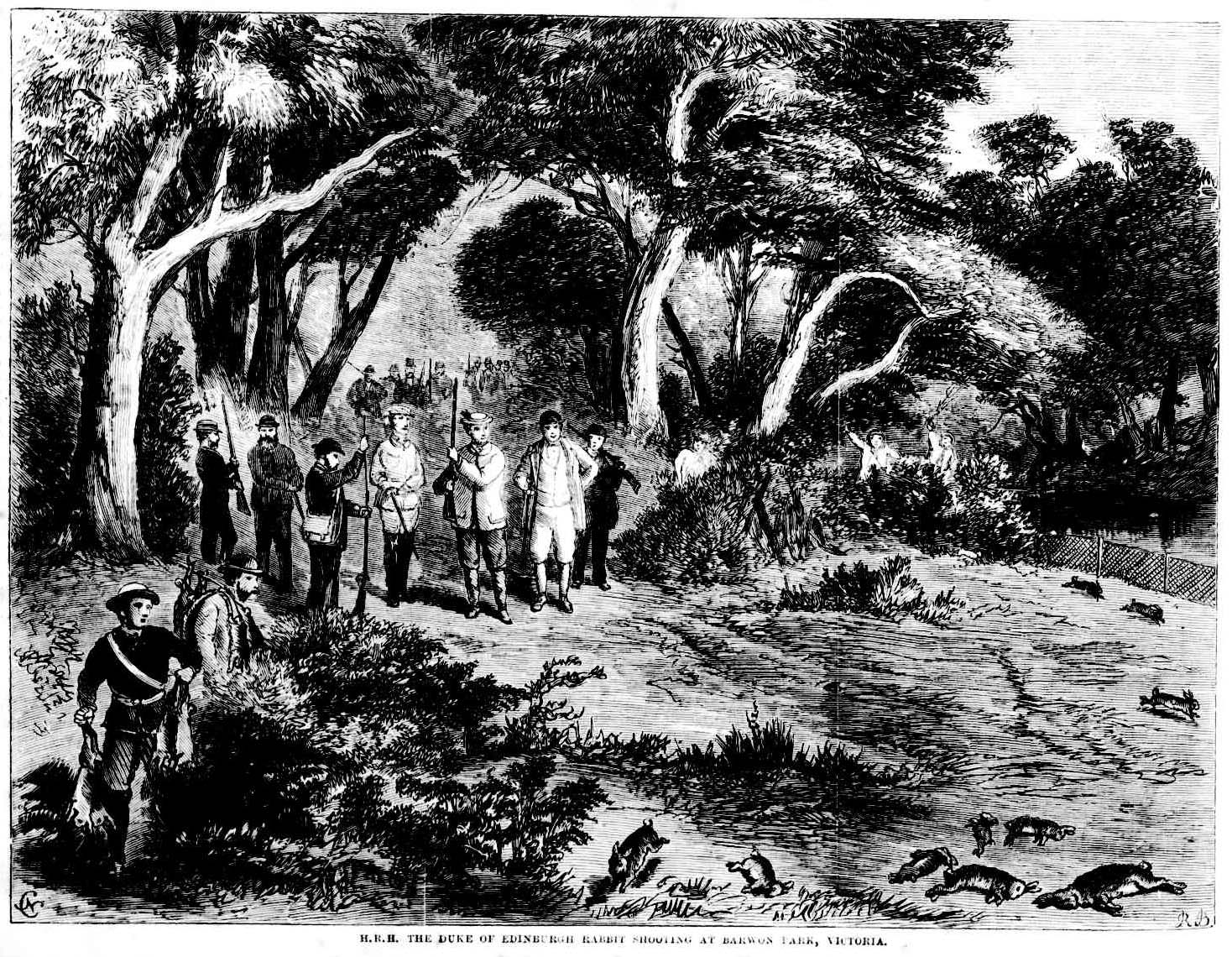
Alfred, duc d'Édimbourg, tir au lapin à Barwon Park, Victoria, dans les années 1860.

La prolifération actuelle semble provenir de la libération de vingt-quatre lapins sauvages par Thomas Austin à des fins de chasse en octobre 1859, sur sa propriété, Barwon Park, près de Winchelsea, Victoria. Tout en vivant en Angleterre, Austin était un chasseur passionné, consacrant régulièrement ses week-ends à la chasse au lapin. À son arrivée en Australie, où il n'y avait pas de lapins indigènes, Austin demande à son neveu William Austin, résidant en Angleterre, de lui envoyer douze lapins gris, cinq lièvres, soixante-douze perdrix et quelques moineaux afin de poursuivre sa pratique en créant une population locale de ces espèces. À l'époque, il déclare : « L'introduction de quelques lapins devrait faire peu de mal et rappellera le pays, en plus de constituer un petit coin de chasse. »". William ne pouvant se procurer assez de lapins gris pour contenter son oncle, il achète et lui envoie des lapins domestiques. Une théorie qui expliquerait pourquoi les lapins de Barwon Park se sont si bien adaptés à l'Australie est que les lapins hybrides résultant du croisement des deux types de lapin étaient beaucoup plus adaptés aux conditions australiennes. Beaucoup d'autres fermes libérèrent leurs lapins dans la nature après Austin. 

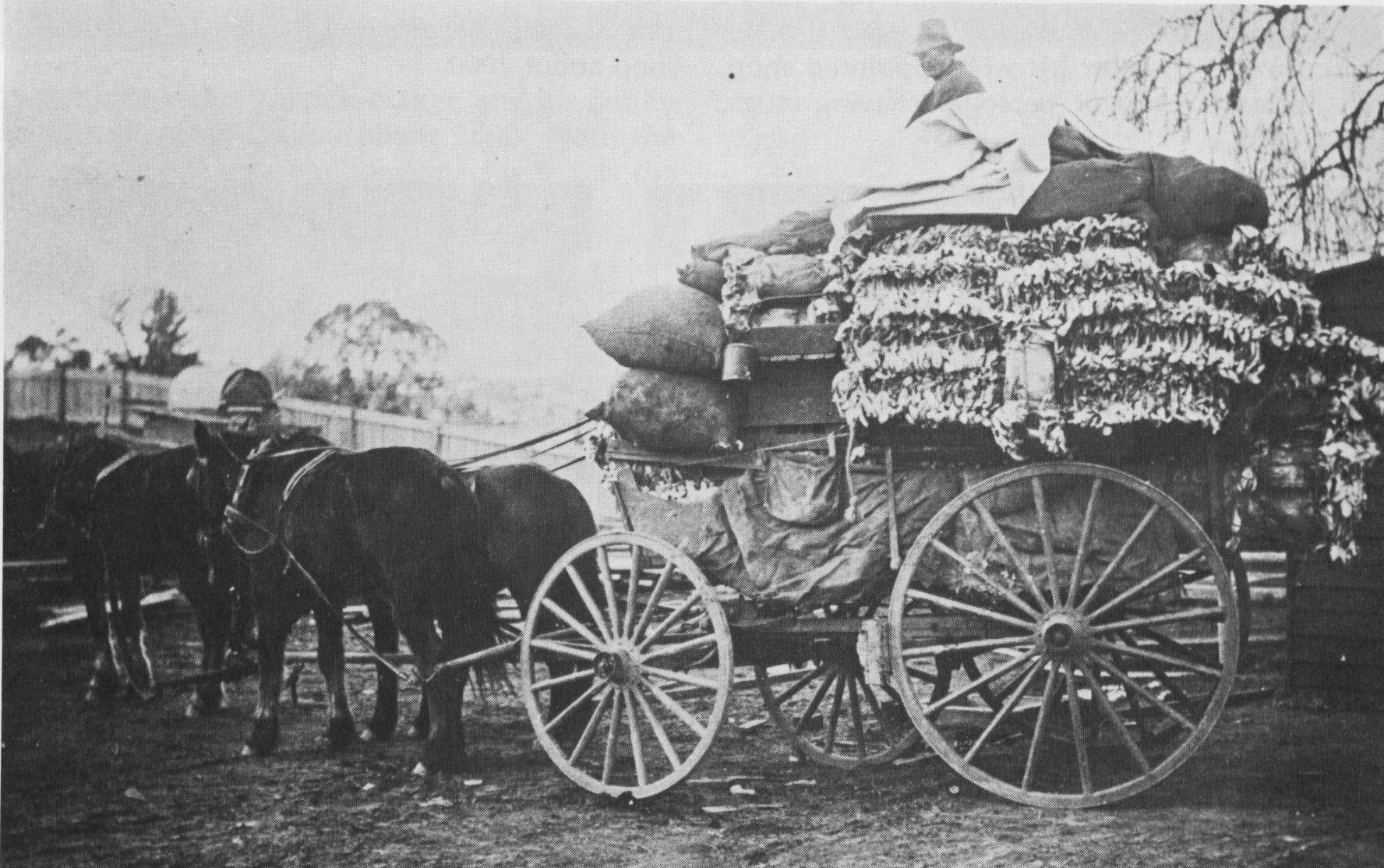
Un chargement de peaux de lapin, Northern Platelands, New South Wales.

Les lapins se montrent extrêmement prolifiques et se propagent rapidement dans le sud du pays, l'Australie ayant des conditions idéales pour une explosion démographique de lapins. Les hivers doux leur permettent de se reproduire toute l'année. L'agriculture généralisée transforme en vastes zones à faible végétation ce qui aurait autrement été des broussailles ou des terres boisées, leur créant un habitat idéal.
Constituant un exemple classique d'effet pervers, les lapins sont devenus tellement nombreux dix ans après leur introduction en 1859 que deux millions d'individus pouvaient être abattus ou piégés chaque année sans que cela n'ait d'effet notable sur leur population. Il s'agit de la propagation la plus rapide jamais enregistrée de tous les mammifères dans le monde. Aujourd'hui, les lapins sont implantés dans le sud et le centre du pays avec des populations dispersées dans les déserts du nord. 
Bien que le lapin soit considéré comme un nuisible, il s'est révélé utile pendant les dépressions des années 1890 et 1930 et en temps de guerre. Le piégeage des lapins aida les agriculteurs, les éleveurs et les hommes des grandes exploitations agricoles en leur fournissant de la nourriture et un revenu supplémentaire et, dans certains cas, en contribuant au remboursement de dettes. Les lapins ont servi de nourriture non seulement aux chiens mais, bouillis, également à la volaille. Plus tard, des carcasses de lapin congelées sont commercialisées localement et exportées. Les peaux servent quant à elles au commerce de la fourrure et sont toujours utilisées dans l'industrie du feutre.

## Effets sur l'écologie australienne

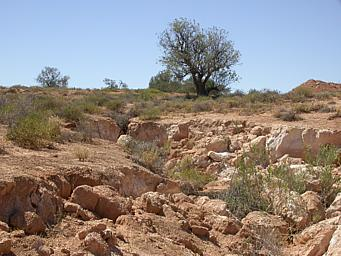
Érosion d'un ravin en Australie méridionale causée par le surpâturage des lapins

Depuis leur introduction au XIXe siècle, l’effet des lapins fut dévastateur pour l'environnement. Ils sont suspectés d’être le facteur le plus important dans la disparition d’espèces en Australie. Ils auraient eu un impact immense sur l'abondance des ressources naturelles disponibles, principalement en ce qui concerne le surpâturage. Les lapins détruisent d’abord la végétation naturelle des pâturages, puis la végétation ligneuse composée de petits arbustes ainsi que des feuilles et de l’écorce des arbres. Les lapins tuent aussi souvent les jeunes arbres dans les vergers, les forêts par annélation. L'étendue de la perte en espèces végétales est inconnue à l'heure actuelle. 
Les lapins sont également responsables de graves problèmes d'érosion, car ils mangent des plantes indigènes, laissant la couche supérieure du terrain exposée et vulnérable aux ravinage et à l'érosion éolienne. La disparition de cette couche de terre est dévastatrice car il lui faut plusieurs centaines d'années pour se régénérer.

## Mesures de contrôle
En 1887, les dommages causés par les lapins obligèrent le gouvernement de la Nouvelle-Galles du Sud à offrir une récompense de 25 000 £ pour "toute méthode fructueuse inconnue jusqu'alors dans la Colonie pour l'extermination effective de lapins". La Commission reçut 1 456 suggestions, dont plusieurs programmes de contrôles biologiques (voir ci-dessous), mais aucune n'a été jugée à la fois sûre et efficace. 
Une commission royale fut mise sur pied pour enquêter sur la situation en 1901. Une fois le problème compris, différentes méthodes de contrôle furent tentées pour limiter ou réduire la population de lapins en Australie. Ces méthodes eurent un succès limité jusqu’à l’introduction des méthodes de contrôle biologique dans la seconde moitié du XXe siècle. 

### Mesures standards de contrôle

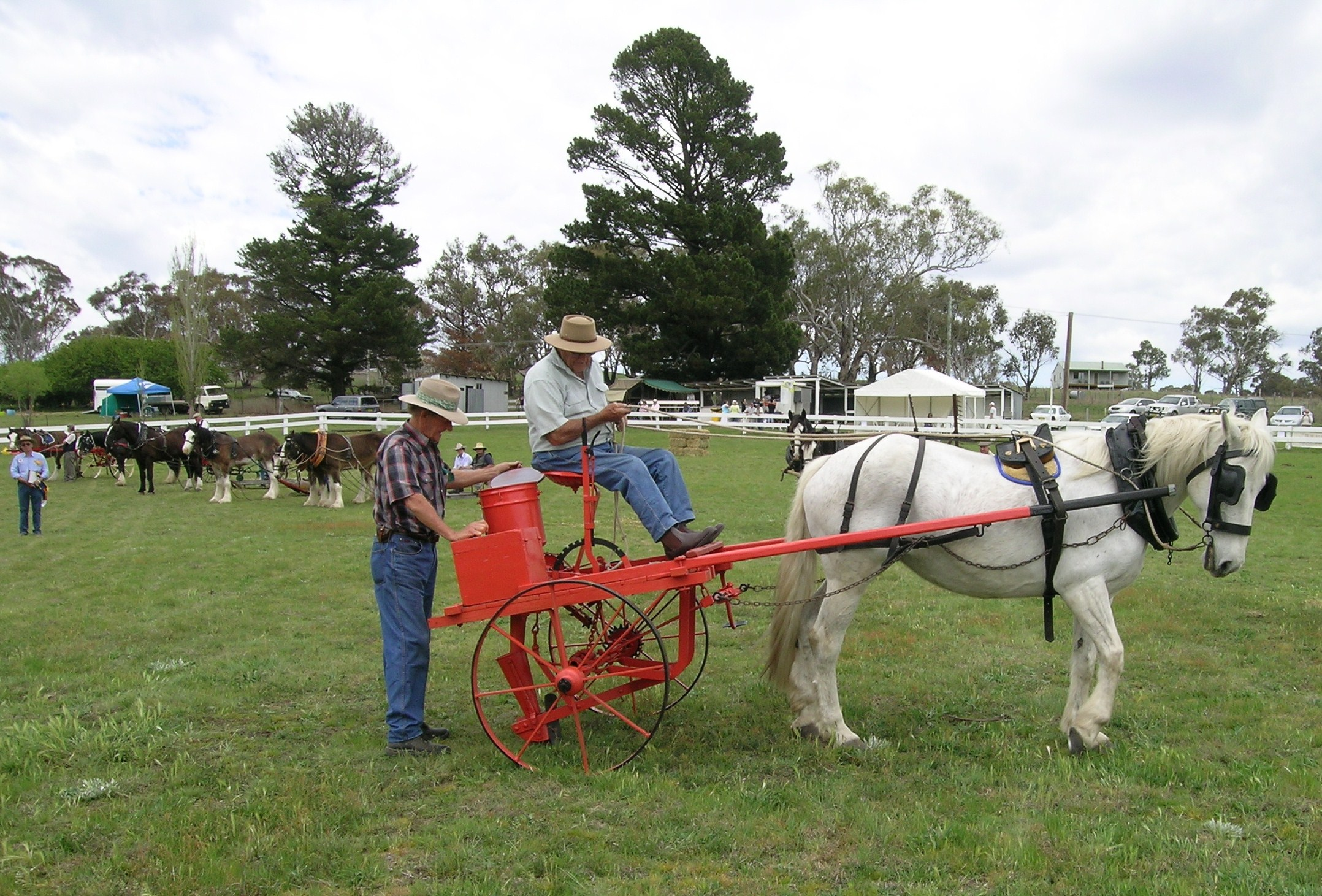
Un vieux chariot à poison qui distribuait des appâts empoisonnés pour tuer les lapins, Woolbrook, Nouvelle-Galles du Sud

Le tir est l'une des méthodes les plus courantes et peut contrôler des populations déjà réduites tout en fournissant de la nourriture pour les personnes ou les animaux domestiques, mais il est inefficace pour l'éradication à grande échelle. 
Des méthodes pour détruire les terriers telles que la déchirure (passage d'un bulldozer roulant sur les terriers de lapins), le labour, le dynamitage et la fumigation sont largement utilisés, en particulier dans les grandes exploitations ("Station (Australie)"). Le sol sablonneux dans de nombreuses régions d’Australie fait de la déchirure et du labour une méthode viable par le passage de tracteurs et de bulldozers. 
L'empoisonnement est probablement la technique la plus largement utilisée parmi les techniques conventionnelles, car elle nécessite le moins d'effort et peut détruire une population locale, bien que la réinfestation, étant donné la mobilité de l'animal, soit presque inévitable. La mise au point d'appâts en pollard avec un poison à base de phosphore, tel que le "SAP" fabriqué par Sayers, Allport & Potter; Potter, fut une méthode précoce. L'avantage du phosphore est que, par temps sec, à condition qu'il n'ait pas été déposé en touffes (évité par l'utilisation d'un chariot à poison), il se dégrade rapidement en acide phosphorique inoffensif et ne présente aucun danger supplémentaire pour le bétail ou les animaux domestiques. Cependant, il présente un réel risque d'incendie et les émanations concentrées peuvent être toxiques pour les opérateurs. Les poisons les plus récents sont le fluoroacétate de sodium ("1080") et le pindone. 
Une autre technique consiste à chasser à l'aide de furets, qui debusquent les lapins permettant de la chasser au fusil ou les piéger dans des filets placés au-dessus des terriers. Comme le nombre de lapins que les furets peuvent tuer est limité  il s'agit davantage d'une activité de chasse de loisir que d'une méthode de contrôle sérieuse. Bien que les furets et autres mustélidés soient utilisés comme mesure de contrôle, l’Australie compte beaucoup moins de mustélidés sauvages qui pourraient s'attaquer aux lapins invasifs cachés dans leurs terriers comparé à l’Europe et aux États-Unis. 
Historiquement, des pièges étaient également fréquemment utilisés; ceux pourvus de mâchoires en acier furent interdits dans la plupart des États dans les années 1980 pour des raisons de cruauté envers les animaux, bien que le piégeage se poursuive à un niveau inférieur avec des pièges à mâchoires en caoutchouc. Toutes ces techniques se limitent au travail dans les zones peuplées et exigent beaucoup de travail humain[réf. nécessaire].

### Clôtures
Les clôtures peuvent être un moyen très efficace de créer une zone sans lapin. Dans les années 1880, James Moseley encercla la gare de Coondambo avec un grillage et clôtura les cours d’eau; à la première vague de chaleur, les lapins moururent de soif. Peu de temps après 1900, il clôtura les stations désertes de Yardea, Paney, Pondana, Yarloo et Thurlga, dans les monts Gawler avec 240 km de grillage, les convertissant en quelques années de terres dégradées envahies par des lapins en une exploitation rentable pour les moutons. 
Les sanctuaires à faune de Warrawong et Yookamurra, fondés par John Wamsley sont d'autres exemples modernes et célèbres, qui excluent également les renards, les chiens et les chats. 
Voici deux exemples bien connus de clôtures beaucoup plus étendues: 

#### Queensland

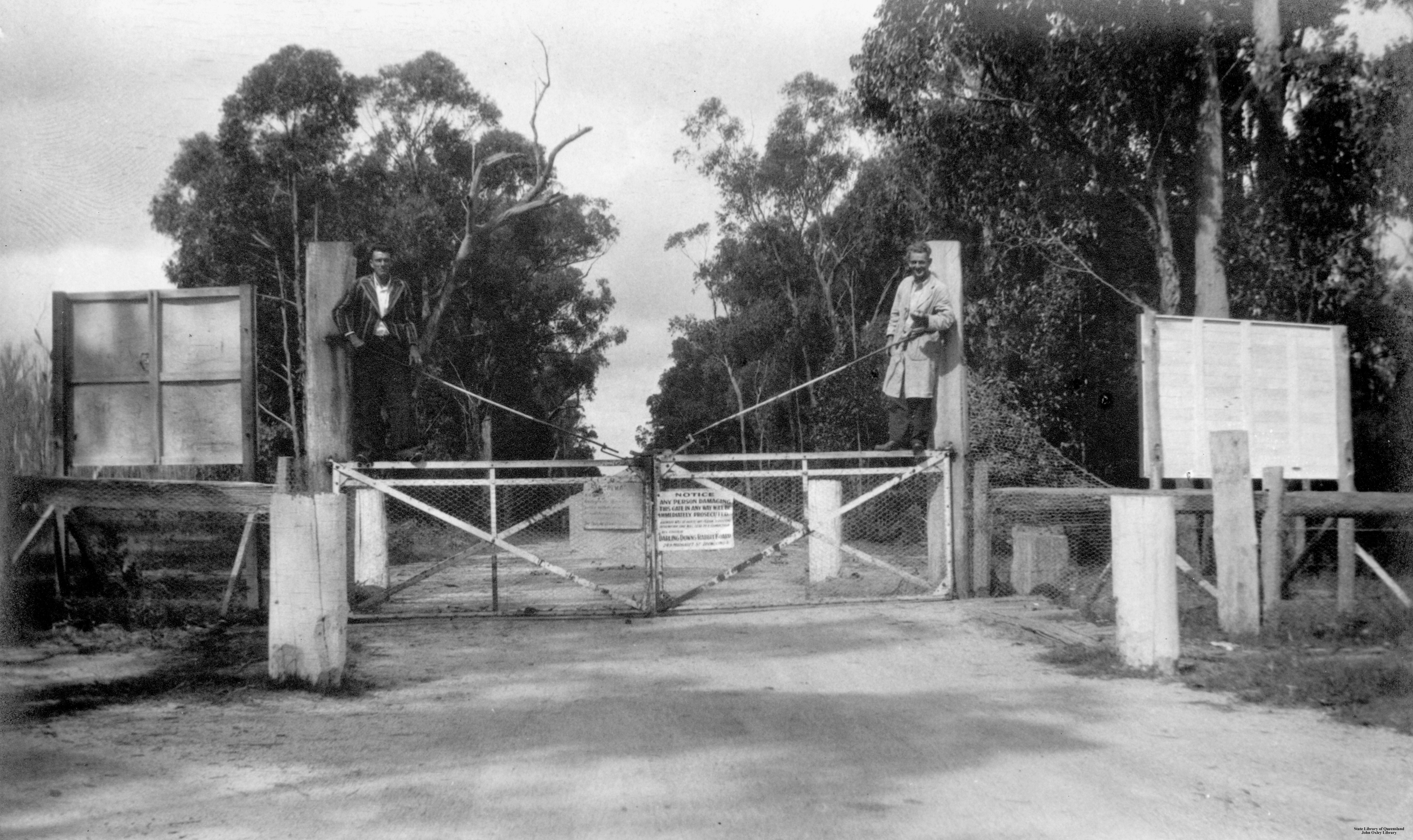
Porte dans la clôture de lapin à Stanthorpe, Queensland, 1934

En 1893, une clôture à l'épreuve des lapins fut érigée dans le Queensland, et a été progressivement étendue. En 1997, un dernier segment fut construit la reliant à la barrière à Dingo. Elle s'étend du mont Gipps (près de Rathdowney) à Goombi entre Chinchilla et Miles. 

#### Australie occidentale

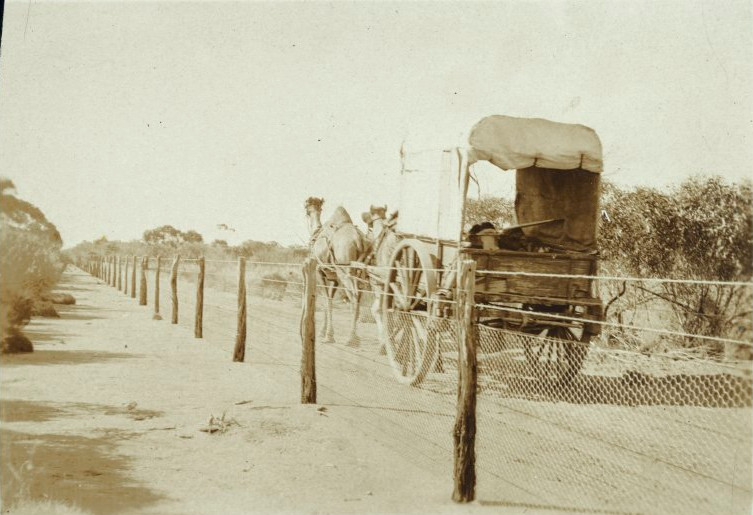
La barrière de lapin n ° 1 en Australie-occidentale (1926)

En 1907, une barrière anti-lapins fut construite en Australie-occidentale entre le cap Keraudren et Espérance pour tenter de contrôler la propagation de la population de lapins de l'est dans les zones pastorales. Les lapins européens pouvant sauter très haut et creuser dans le sol, une clôture parfaitement intacte s'étendant sur des centaines de kilomètres et dont les portes ne sont pas laissées ouvertes par les agriculteurs ou les éleveurs, ni pour le bétail ni pour les machines, avait peu de chances de réussir. La barrière numéro 1 qui a été érigée en 1901 n'a pas réussi à maintenir la population de lapins à l'écart de la zone protégée. Malgré  l’échec de cette grande barrière, des clôtures plus petites furent des réussites.

### Mesures biologiques

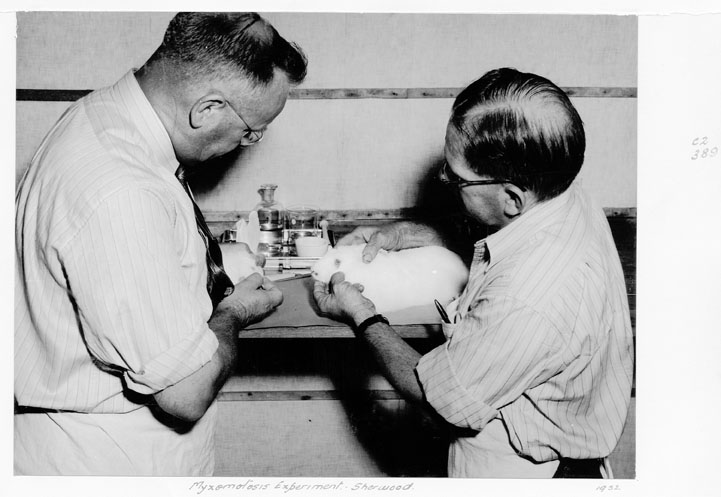
Essai de contrôle de la myxomatose, 1952

La libération de maladies transmises par les lapins s'est révélée assez efficace, mais le succès obtenu n'a pas été aussi rapide que prévu. 
Le gouvernement de Nouvelle-Galles du Sud offrit une récompense de 25 000 £ pour une lutte biologique contre les lapins, ce qui attira l'attention de Louis Pasteur, qui proposa d'utiliser le bacille de choléra de poulet (maintenant connu sous le nom de Pasteurella multocida). Bien que cette mesure ne se soit pas révélée viable, l'association avec Pasteur accéléra l'introduction de la microbiologie en Australie. 
Le 16 avril 1888, le gouvernement de Nouvelle-Galles du Sud chargea une commission royale "de procéder à une enquête complète et diligente pour savoir si l'introduction de maladies contagieuses chez les lapins, par inoculation ou autrement, ou la propagation de maladies naturelles aux lapins ... sera accompagné ou suivi d'un danger pour la santé ou la vie des personnes, ou de la vie animale autre que le lapin, ou pour entraver de manière dommageable la conduite lucrative d'activités agricoles ou pastorales ... "Sous l'égide de la Commission, des tests furent réalisés à Rodd Island, et bien que des lapins à qui on ait donné de la nourriture adultérée avec le virus du choléra du poulet aient été tués, rien n’indique que la contagion se soit étendue à des lapins en bonne santé. 
En 1885, le professeur Watson de l'université d'Adélaïde suggéra de libérer des lapins inoculés avec la "croûte du lapin" dans une zone d'essai fermée,. Des essais limités suggèrent que la mesure serait inefficace dans les parties les plus sèches du continent. 
En septembre 1887, le Dr Herbert Butcher (1854–1893) de Wilcannia découvrit un certain nombre de lapins émaciés morts au poste de Tintinallogy. Le Dr H. Ellis, de Sydney, et le Dr H. Ellis conclurent que les animaux étaient morts d'une nouvelle maladie qu'ils ont baptisée virus Tintinallogy. Ils estimèrent que cela pourrait être une mesure de contrôle efficace, mais il n'a jamais été prouvé que les lapins étaient morts d'infinction et étaient contagieux. C’était peut-être une simple famine naturelle.
En 1906 et 1907, Jean Danysz, de l'Institut Pasteur de Paris, mena à l'île Broughton, en Nouvelle-Galles du Sud, des essais sur une souche de la bactérie Pasteurella qu'il avait mise au point, qui se révéla spécifique aux lapins mais s'avéra inefficace. Le Dr Danysz estima que l’île de Broughton était un mauvais choix de site de test et que de vastes expériences devraient être menées sur le continent. Frank Tidswell, qui était son principal collaborateur australien, poursuivit les essais de Danysz après son départ en 1907 et commença également les essais des microbes Yalgogrin, Gundagai et Picton (nommés d'après les stations où des lapins infectés ont été découverts). Mais il manqua d’aide financière du gouvernement fédéral, ou la collaboration des États touchés, pour prouver la sûreté et l'efficacité des mesures. Le fait que ces agents pathogènes n’aient pas éliminé des populations entières aurait aussi suscité des doutes quant à leur efficacité. 
En 1950, à la suite de recherches menées par Frank Fenner, le virus du myxome fut délibérément disséminé dans la population de lapins, provoquant une chute de 600 millions d'individus à environ 100 millions. La résistance génétique croissante chez les lapins restants permit à la population de remonter entre 200  et   300 millions en 1991. 
Pour contrer cette tendance, l’organisation du Commonwealth pour la recherche scientifique et industrielle (CSIRO) testa pendant trois ans le potentiel du calicivirus, responsable de la maladie hémorragique du lapin (RHD), pour la lutte biologique contre le lapin sauvage. Le virus s'échappa d'un complexe de quarantaine sur l'île Wardang, dans le sud de l'Australie, où des essais sur le terrain étaient en cours et, à la fin d'octobre 1995, il avait été enregistré chez des lapins à Yunta et à Gum Creek, dans le nord-est de l'Australie méridionale. À l'hiver 1996, le virus était établi à Victoria, en Nouvelle-Galles du Sud, dans le Territoire du Nord et en Australie occidentale. Le virus fut découvert dans ces régions en analysant le foie de lapins morts. Le succès du virus s’est avéré supérieur dans les régions sèches, en raison d’un calicivirus bénin découvert dans les régions plus froides et plus humides de l’Australie, qui immunisait les lapins contre la forme plus virulente. 
Il existe en Australie un vaccin légal contre la RHD, mais il n'existe aucun traitement curatif ni pour la myxomatose ni pour la RHD, et de nombreux animaux domestiques atteints doivent être euthanasiés. En Europe, où les lapins sont élevés à grande échelle, ils sont protégés contre la myxomatose et les calicivirus grâce à un virus génétiquement modifié développé en Espagne. 
Une équipe dirigée par le virologue Francisco Parra, en collaboration avec l'université d'Oviedo, dans les Asturies, dans le nord de l'Espagne, identifia une nouvelle variante du virus en 2012. L'agent pathogène, une nouvelle souche de K5 (RHDV1), est extrêmement létal et très contagieux. En 2017, il a été diffusé par les autorités australiennes à environ 600 endroits sur le continent. Les propriétaires de lapins domestiques furent invités à vacciner leurs animaux. 
Dans le sud de l'Europe, la rareté des lapins menace la conservation des espèces de prédateurs menacées en haut de la chaîne alimentaire, qui dépendent du petit gibier, comme les lapins. Ceux-ci incluent le lynx ibérique et l'aigle impérial. Pour cette raison, la guerre biologique contre les lapins en Australie est une préoccupation sérieuse pour les activités de conservation dans d'autres parties du monde.